# AARP
AARP, fostă "American Association of Retired Persons" (în traducere: Asociația Americană a Persoanelor Pensionare) este o organizație non-guvernamentală nonprofit și nepartizană a cărei membri pot fi persoanele în vârstă de 50 de ani sau mai mult. Cu peste 39 de milioane de membri, AARP este cea mai mare organizație pentru persoane în vârstă din Statele Unite ale Americii și este abilitată să facă recomandări către Națiunile Unite pentru a se asigura că interesele persoanelor în vârstă nu sunt ignorate în documentele oficiale. Cetățenia americană nu este cerută pentru înscrierea în organizație, astfel că 40.000 de membri sunt din afara Statelor Unite. Din anul 1958, organizația distribuie membrilor revista bi-lunară AARP The Magazine (numită Modern Maturity până în anul 2003) și revista AARP Bulletin, publicată de 11 ori pe an.
AARP oferă servicii și consultanță membrilor în domeniile: informează membrii despre chestiunile considerate de interes pentru această categorie de vârstă; consultanță pentru chestiuni legale și de consum; promovarea serviciilor comunitare.

## Sănătate
AARP a activat în dezbaterile privind politicile de sănătate încă din anii 1960, iar angajamentul său recent este o reflectare a acestei implicări de lungă durată.
La începutul anului 2017, AARP s-a opus cu fermitate Legii americane în domeniul sănătății din 2017, spunând că americanii în vârstă ar fi încărcați în mod nedrept cu prime mai mari și credite fiscale mai mici.